# Ait Mait
Ait Mait (en àrab آيت مايت, Āyt Māyit; en amazic ⴰⵢⵜ ⵎⴰⵢⵜ) és una comuna rural de la província de Driouch, a la regió de L'Oriental, al Marroc. Segons el cens de 2014 tenia una població total de 5.613 persones.